# Alfons Spiessens
Alfons Spiessens, né le 28 décembre 1888 à Boom et mort le 21 avril 1956 à Uccle, est un coureur cycliste belge, professionnel entre 1909 et 1920.

## Palmarès et résultats

### Palmarès
- 1909
  - 3e du championnat de Belgique sur route
- 1912
  - 10e du Tour de France
  - 3e du Circuit de Touraine
- 1913
  - 6e du Tour de France
- 1914
  - 7e du Tour de France
- 1919
  - Trois villes sœurs
- 1920
  - Six jours de Bruxelles (avec Marcel Buysse)

### Résultats sur le Tour de France
- 1912 : 10e
- 1913 : 6e
- 1914 : 7e